# Porybliny
Porybliny, poryblinowce (Isoetales Prantl) – monotypowy rząd roślin z klasy widłaków różnozarodnikowych, zawierający jedną rodzinę współcześnie występujących roślin – poryblinowate Isoetaceae z jednym rodzajem współczesnym – poryblinem Isoetes. W zależności od ujęcia należy tu od ok. 190 do ok. 250 gatunków. Formy wymarłe zaliczane są do kilku rodzajów klasyfikowanych do poryblinowatych i trzech innych rodzin wymarłych.

## Systematyka
Rząd Isoetales obejmuje jedną rodzinę we florze współczesnej:
- Isoetaceae Rchb., Bot. Damen: 309. 1828 – poryblinowate

Do rodziny należy jeden rodzaj współczesny – poryblin Isoetes (czasem rośliny z podrodzaju Stylites podnoszone są do rangi osobnego rodzaju). Poza tym klasyfikowane są tu dwa rodzaje wymarłe: Isoetites Münster, 1842 i Nathorstianella M.F.Glaessner & V.R.Rao, 1955.
Poza tym wyróżnia się trzy rodziny grupujące rośliny wymarłe z tego rzędu:
- Chaloneriaceae Pigg et G.W. Rothwell (syn. Takhtajanodoxaceae N.S. Snigirevskaya)
- Nathorstianaceae Němejc
- Suavitasaceae J. Rice., G.W. Rothwell, G. Mapes et R.H. Mapes

## Filogeneza
Już pod koniec dewonu pojawiła się grupa widłaków różnozarodnikowych (o zarodnikach zróżnicowanych na mikrospory i makrospory). Rośliny te były szczytowym osiągnięciem tej linii rozwojowej. W następnej epoce geologicznej, karbonie, wykształciły się formy drzewiaste, takie jak dochodzące do 30–40 metrów wysokości lepidodendrony i sygilarie, które zdominowały zbiorowiska roślinne. Stały się one głównym składnikiem karbońskich lasów, a z nich powstały najbogatsze złoża węgla kamiennego. Większość z tych ogromnych widłaków wymarła pod koniec ery paleozoicznej, a do dziś przetrwały spośród tej grupy jedynie wodne porybliny.

## Cykl rozwojowy
Porybliny produkują dwa rodzaje zarodników. Starsze, zewnętrzne liście mają u nasady zarodnie zwane makrosporangiami wytwarzające duże zarodniki – makrospory. U nasady wewnętrznych młodszych liści znajdują się mikrosporangia – zarodnie produkujące małe zarodniki, czyli mikrospory. Po rozpadzie zarodni z makrospory wyrasta przedrośle żeńskie, tworzące kilka rodni z pojedynczymi komórkami jajowymi, z mikrospory zaś niewielkie kilkukomórkowe przedrośle męskie, tworzące jedną plemnię a w niej plemniki – gametofit jest więc tu dwupienny. Przedrośla poryblinów są tak małe, że właściwie nie opuszczają osłonek zarodnika. Plemniki przepływają do rodni (mają ułatwione zadanie, jako że porybliny żyją w wodzie). Po zapłodnieniu komórki jajowej rozwijająca się zygota tworzy zarodek, który następnie wyrasta w nowy sporofit.